# Людвиг, Арнольд
Арнольд Людвиг (англ. Arnold M. Ludwig) — американский психиатр.

## Жизнь и творчество
Окончил престижный Суортмор-колледж (1954) со степенью бакалавра по зоологии, затем медицинский факультет Пенсильванского университета (1958). В 1959—1962 гг. в ординатуре в клинике Колорадского университета в Денвере (со специализацией по психиатрии), затем на протяжении трёх лет служил в Вооружённых силах США в должности ассистента хирурга.
В 1964—1970 гг. директор образовательных и исследовательских программ в больнице Мендота в Мэдисоне. Затем в 1970—1979 гг. заведовал кафедрой психиатрии в Университете Кентукки и отделением психиатрии в университетской клинике, после этого до выхода на пенсию в 2000 году продолжал работать и консультировать там же. С 2006 г. преподаёт также в Брауновском университете. С 1970 г. член редакционного совета American Journal of Psychotherapy. Член Американской психиатрической ассоциации с 1964 года.
Автор 10 книг, около 100 статей и 29 глав в коллективных монографиях. Исследовал широкий круг психиатрических проблем, в том числе лечение шизофрении, борьбу с алкоголизмом, влияние ЛСД на психическое здоровье. Наибольшее значение имеют монография «Лечение неудач лечения: вызов хронической шизофрении» (англ. Treating the Treatment Failures: The Challenge of Chronic Schizophrenia; 1971), обзорный труд «Принципы клинической психиатрии» (англ. Principles of Clinical Psychiatry; 1980, дополненное издание 1986) и работы, предназначенные для широкой аудитории: «Понимая сознание алкоголика» (англ. Understanding the Alcoholic’s Mind; Oxford University Press, 1988), «Цена величия» (англ. The Price of Greatness; 1995, о проблемах с психическим здоровьем у выдающихся личностей), «Откуда мы знаем, кто мы?» (англ. How Do We Know Who We Are?; Oxford University Press, 1998, о понятии личности) и «Король горы: природа политического лидерства» (англ. King of the Mountain: The Nature of Political Leadership; University Press of Kentucky, 2002).
Опубликовал также три романа.